# Samuel Szmodics
Samuel Joseph Szmodics (Colchester, 24 settembre 1995) è un calciatore irlandese, di origini ungheresi, centrocampista dell'Ipswich Town.

## Carriera

### Club

#### Colchester United
Cresciuto nel settore del Colchester Utd, sua città natale, debutta in prima squadra il 28 settembre del 2013, nel pareggio per 1-1 contro il Bristol City. La prima rete arriva in Fa Cup, contro il Gosport Borough nella vittoria per 6-3. Dopo 7 stagioni consecutive nel Colchester, escluso un breve prestito al Braintree Town, viene ceduto al Bristol City, militante in Championship.

#### Peterborough United
Non trovando spazio, nel gennaio 2020 si trasferisce al Peterborough Utd.

#### Blackburn
Il primo agosto 2022 viene acquistato dal Blackburn. Nella stagione 2023/2024 diventa il miglior marcatore della Championship con 27 goal.

#### Ipswich Town
Il 16 agosto 2024 passa all'Ipswich Town per 10 milioni di euro,firmando un contratto fino al 30 Giugno 2028.

### Nazionale
Il 28 maggio 2021 viene convocato per la prima volta dall'Irlanda. Fa il suo esordio il 23 marzo 2024 nell'amichevole pareggiata 0-0 contro il Belgio. Pochi giorni prima del suo esordio con gli irlandesi ha avuto un diverbio col ct dell'Ungheria, nazionale delle sue origini, Marco Rossi che lo ha accusato di avere utilizzato l'interesse dei magiari a convocarlo per essere chiamato dall'Irlanda; Szmodics ha replicato negando le accuse di Rossi e affermando di non avere mai pensato di farsi convocare dalla selezione ungherese.

## Statistiche

### Presenze e reti nei club
Statistiche aggiornate al 27 febbraio 2024.
| Stagione                 | Squadra                  | Campionato               | Campionato | Campionato | Coppe nazionali | Coppe nazionali | Coppe nazionali | Coppe continentali | Coppe continentali | Coppe continentali | Altre coppe | Altre coppe | Altre coppe | Totale | Totale |
| Stagione                 | Squadra                  | Comp                     | Pres       | Reti       | Comp            | Pres            | Reti            | Comp               | Pres               | Retin              | Comp        | Pres        | Reti        | Pres   | Reti   |
| ------------------------ | ------------------------ | ------------------------ | ---------- | ---------- | --------------- | --------------- | --------------- | ------------------ | ------------------ | ------------------ | ----------- | ----------- | ----------- | ------ | ------ |
| 2013-2014                | Colchester Utd           | FL1                      | 7          | 0          | FACup+CdL       | 1+0             | 0               | -                  | -                  | -                  | FLT         | 0           | 0           | 8      | 0      |
| 2014-2015                | Colchester Utd           | FL1                      | 31         | 4          | FACup+CdL       | 2+1             | 1+0             | -                  | -                  | -                  | FLT         | 1           | 0           | 35     | 5      |
| 2015-2016                | Colchester Utd           | FL1                      | 5          | 0          | FACup+CdL       | 1+1             | 0               | -                  | -                  | -                  | FLT         | 1           | 0           | 8      | 0      |
| nov. 2015                | Braintree Town           | NL                       | 3          | 2          | FACup           | 0               | 0               | -                  | -                  | -                  | -           | -           | -           | 3      | 2      |
| 2016-2017                | Colchester Utd           | FL2                      | 19         | 5          | FACup+CdL       | 1+1             | 0               | -                  | -                  | -                  | FLT         | 2           | 0           | 23     | 5      |
| 2017-2018                | Colchester Utd           | FL2                      | 37         | 12         | FACup+CdL       | 0+1             | 0               | -                  | -                  | -                  | FLT         | 2           | 1           | 40     | 13     |
| 2018-2019                | Colchester Utd           | FL2                      | 44         | 14         | FACup+CdL       | 1+1             | 0+1             | -                  | -                  | -                  | FLT         | 3           | 0           | 49     | 15     |
| Totale Colchester United | Totale Colchester United | Totale Colchester United | 142        | 35         |                 | 11              | 2               |                    | -                  | -                  |             | 9           | 1           | 162    | 38     |
| 2019-gen. 2020           | Bristol City             | FLC                      | 3          | 0          | FACup+CdL       | 0+1             | 0               | -                  | -                  | -                  | -           | -           | -           | 4      | 0      |
| gen.-giu. 2020           | Peterborough Utd         | FL1                      | 10         | 4          | FACup+CdL       | 0+0             | 0               | -                  | -                  | -                  | FLT         | 0           | 0           | 10     | 4      |
| 2020-2021                | Peterborough Utd         | FL1                      | 42         | 15         | FACup+CdL       | 1+0             | 0               | -                  | -                  | -                  | FLT         | 3           | 1           | 46     | 16     |
| 2021-2022                | Peterborough Utd         | FLC                      | 36         | 6          | FACup+CdL       | 3+0             | 1               | -                  | -                  | -                  | -           | -           | -           | 39     | 7      |
| ago. 2022                | Peterborough Utd         | FL1                      | 1          | 0          | FACup+CdL       | 0+0             | 0               | -                  | -                  | -                  | FLT         | 0           | 0           | 1      | 0      |
| Totale Peterborough Utd  | Totale Peterborough Utd  | Totale Peterborough Utd  | 89         | 25         |                 | 4               | 1               |                    | -                  | -                  |             | 3           | 1           | 96     | 27     |
| 2022-2023                | Blackburn                | FLC                      | 34         | 5          | FACup+CdL       | 4+3             | 2+0             | -                  | -                  | -                  | -           | -           | -           | 41     | 7      |
| 2023-2024                | Blackburn                | FLC                      | 42         | 25         | FACup+CdL       | 3+1             | 6+0             | -                  | -                  | -                  | -           | -           | -           | 46     | 31     |
| Totale Blackburn         | Totale Blackburn         | Totale Blackburn         | 76         | 30         |                 | 11              | 8               |                    | -                  | -                  |             | -           | -           | 87     | 38     |
| Totale Carriera          | Totale Carriera          | Totale Carriera          | 314        | 92         |                 | 27              | 11              |                    | -                  | -                  |             | 12          | 2           | 353    | 105    |

### Cronologia presenze e reti in nazionale
| Cronologia completa delle presenze e delle reti in nazionale ― Irlanda | Cronologia completa delle presenze e delle reti in nazionale ― Irlanda | Cronologia completa delle presenze e delle reti in nazionale ― Irlanda | Cronologia completa delle presenze e delle reti in nazionale ― Irlanda | Cronologia completa delle presenze e delle reti in nazionale ― Irlanda | Cronologia completa delle presenze e delle reti in nazionale ― Irlanda | Cronologia completa delle presenze e delle reti in nazionale ― Irlanda | Cronologia completa delle presenze e delle reti in nazionale ― Irlanda |
| Data                                                                   | Città                                                                  | In casa                                                                | Risultato                                                              | Ospiti                                                                 | Competizione                                                           | Reti                                                                   | Note                                                                   |
| ---------------------------------------------------------------------- | ---------------------------------------------------------------------- | ---------------------------------------------------------------------- | ---------------------------------------------------------------------- | ---------------------------------------------------------------------- | ---------------------------------------------------------------------- | ---------------------------------------------------------------------- | ---------------------------------------------------------------------- |
| 23-3-2024                                                              | Dublino                                                                | Irlanda                                                                | 0 – 0                                                                  | Belgio                                                                 | Amichevole                                                             | -                                                                      | 71’                                                                    |
| 26-3-2024                                                              | Dublino                                                                | Irlanda                                                                | 0 – 1                                                                  | Svizzera                                                               | Amichevole                                                             | -                                                                      | 79’                                                                    |
| 4-6-2024                                                               | Dublino                                                                | Irlanda                                                                | 2 – 1                                                                  | Ungheria                                                               | Amichevole                                                             | -                                                                      |                                                                        |
| 11-6-2024                                                              | Aveiro                                                                 | Portogallo                                                             | 3 – 0                                                                  | Irlanda                                                                | Amichevole                                                             | -                                                                      | 70’                                                                    |
| 7-9-2024                                                               | Dublino                                                                | Irlanda                                                                | 0 – 2                                                                  | Inghilterra                                                            | UEFA Nations League 2024-2025 - 1º turno                               | -                                                                      | 44’                                                                    |
| 10-9-2024                                                              | Dublino                                                                | Irlanda                                                                | 0 – 2                                                                  | Grecia                                                                 | UEFA Nations League 2024-2025 - 1º turno                               | -                                                                      | 84’                                                                    |
| 10-10-2024                                                             | Helsinki                                                               | Finlandia                                                              | 1 – 2                                                                  | Irlanda                                                                | UEFA Nations League 2024-2025 - 1º turno                               | -                                                                      | 80’                                                                    |
| 13-10-2024                                                             | Atene                                                                  | Grecia                                                                 | 2 – 0                                                                  | Irlanda                                                                | UEFA Nations League 2024-2025 - 1º turno                               | -                                                                      | 73’                                                                    |
| 14-11-2024                                                             | Dublino                                                                | Irlanda                                                                | 1 – 0                                                                  | Finlandia                                                              | UEFA Nations League 2024-2025 - 1º turno                               | -                                                                      | 85’                                                                    |
| 17-11-2024                                                             | Londra                                                                 | Inghilterra                                                            | 5 – 0                                                                  | Irlanda                                                                | UEFA Nations League 2024-2025 - 1º turno                               | -                                                                      | 86’                                                                    |
| Totale                                                                 |                                                                        | Presenze                                                               | 10                                                                     |                                                                        | Reti                                                                   | 0                                                                      |                                                                        |

## Palmarès

### Individuale
- Capocannoniere della Football League Championship: 1

2023-2024 (27 reti)
- Capocannoniere della FA Cup: 1

2023-2024 (6 reti)